# Sarrasine

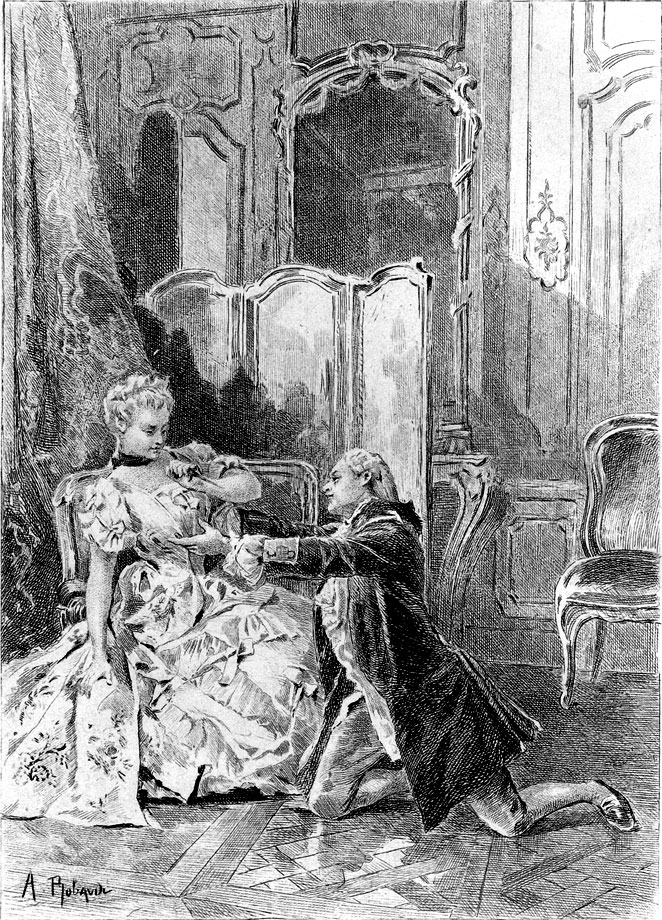
Honoré de Balzac, Sarrasine, Philadelphia: George Barrie & Son, 1897

Sarrasine – opowiadanie Honoriusza Balzaka z 1830, stanowiąca część Studiów filozoficznych Komedii ludzkiej.

## Treść
Na balu organizowanym przez bogatą rodzinę Lanty pojawia się nieznany nikomu starzec, którego wygląd przeraża zebrane kobiety. Beatrix de Rochefide prosi narratora opowiadania, by opowiedział jej, kim jest ten człowiek. Ten opowiada jej o młodym rzeźbiarzu nazwiskiem Sarrasine, który, buntując się przeciwko swojej rodzinie, wyjechał na naukę sztuki do Włoch. Tam zakochuje się w pięknej śpiewaczce operowej, Zambinelli, która jednak wyraźnie nie chciała nawiązać z nim bliższych relacji. Sarrasine, zdeterminowany, by zostać kochankiem młodej artystki, usiłował ją porwać. Wówczas dokonał niespodziewanego odkrycia: Zambinella była w rzeczywistości młodym kastratem. Tym naraził się mecenasowi sztuki, kardynałowi Circognarze, który doprowadził do jego zabójstwa. Natomiast nieznany człowiek przybyły na bal do Lantych to właśnie ten, którego rzeźbiarz wziął kiedyś za piękną kobietę.

## Cechy utworu
Sarrasine należy do cyklu opowiadań Balzaka o sztuce (podobnie jak Nieznane arcydzieło i Gambara) i wpisuje się w ogólną refleksję o akcie tworzenia jako o ogromnym, niekiedy wręcz nieludzkim cierpieniu. Autor nie podejmuje jednak oceny tego rodzaju działania, nie wskazuje swojej oceny zarówno poczynań samych artystów, jak i osób, które tworząc sztukę przyczyniają się do nieszczęścia innych (jak Circognara, za sprawą którego doszło do kastracji rzekomej Zambinelli).
Przez wiele lat Sarrasine należał do rzadziej czytanych i interpretowanych dzieł Balzaka, uważany za młodzieńczy, romantyczny eksperyment zarówno pod względem treści, jak i formy (jedno z pierwszych opowiadań z zastosowaniem techniki opowieści w opowieści, wielokrotnie potem powtarzanej, np. w Honorynie, Czerwonej oberży lub Banku Nucingena). Nową interpretację dzieła przedstawił dopiero Roland Barthes, dla którego Sarrasine był przede wszystkim wyrazem niepokoju historii i skomplikowanych czasów, w jakich powstał – zdaniem krytyka utwór o takiej zawartości mógł powstać jedynie w epoce gwałtownych przemian i ogólnego braku stabilizacji, jak okres pierwszych miesięcy monarchii lipcowej. Interpretację tę Barthes przedstawił w książce S/Z z 1970.